# Bojnice
Bojnice (prononciation slovaque : [ˈbɔjɲɪt͡sɛ], allemand : Weinitz, hongrois : Bajmóc) est une ville de région de Trenčín en Slovaquie.

## Géographie
La ville, voisine de Prievidza, est composée de trois quartiers : Bojnice-kúpele, Dubnica, Kúty.

## Histoire
La plus ancienne mention de Bojnice remonte à 1113.

## Démographie

### Évolution de la population
| Année:               | 1994. | 2004.   | 2014.   | 2024.   |
| -------------------- | ----- | ------- | ------- | ------- |
| Nombre de personnes: | 4984  | 4996    | 4900    | 5073    |
| Différence:          |       | +0,24 % | -1,92 % | +3,53 % |

| Année:               | 2023. | 2024.   |
| -------------------- | ----- | ------- |
| Nombre de personnes: | 5013  | 5073    |
| Différence:          |       | +1,19 % |

## Attractions touristiques
La ville est principalement connue pour son château. Il fut mentionné pour la première fois en 1113 et était construit en bois. Avec le temps, il fut par la suite reconstruit en pierre et au XXe siècle il fut rénové dans le style romantique que l'on peut observer actuellement.

## Célébrités
- Yvetta Blanarovičová, chanteuse et actrice
- Karina Habšudová, joueuse de tennis
- Miloslav Mečíř, joueur de tennis
- Juraj Kucka, footballeur
- Marek Matiaško, biathlète
- Andrej Sekera, joueur de hockey sur glace